# برگ‌بوهای چاشنی
برگ‌بوهای چاشنی (نام علمی: Lindera) نام یک سرده از خانواده برگ‌بوئیان است.